# Мострансавто
Мостранса́вто — державне автотранспортне підприємство, що охоплює своєю діяльністю Московську область. Воно є одним з найбільших автотранспортних підприємств у Росії.
До його складу входять численні дочірні підприємства, такі, як:
- Пасажирські автотранспортні підприємства (ПАТП) — 17
- Автоколони (а/к) — 15
- Автотранспортні підприємства (АТП) — 2
- Керування автовокзалів і автостанцій
- Авторемонтні підприємства

і інші

## Історія
11 серпня 1924 року відбулося пленарне засідання Президії Моссовета, на якім було вирішено поетапно приступитися до організації приміського автобусного сполучення, потім до транспортного обслуговування промислових міст Московської губернії. Перші автобуси в Підмосков'я з'явилися на вулицях Серпухову, Коломны, Орєхово-Зуєва, Подольска, Богородска (Ногинска) і деяких інших міст в 1925—1926 рр. Саме із цього часу Мострансавто і веде відлік свого віку.
За 80 років громадський транспорт (СТ) Підмосков'я пережив чимало потрясінь і перетерпів перетворення. Останні 15 років, що збіглися з початком «перебудови», стали періодом випробувань для всього СТ Росії. В 1992 р. «Мострансавто» перейшло з державної власності в обласну, а отже скоротилася фінансова підтримка. Якщо раніше протягом року обновлялося 12% рухливого складу й приблизно стільки ж проходило капітальний ремонт, то після перебудови кількість нових автобусів різко зменшилася, а ремонтувати автобуси сталі більше не на спеціалізованих заводах, а в майстернях при підприємствах. Змінилося й фінансове становище «Мострансавто» — адже крім державного перевізника з'явилася велика кількість часток.
Для того щоб забезпечити жителів і гостей Підмосков'я надійним транспортом, довелося шукати нові шляхи для виходу «Мострансавто» з фінансового й технічної кризи. Так підприємства «Мострансавто» стали виходити на ринок комерційних перевезень (для цього було взято в лізинг майже 1000 мікроавтобусів «Газель»), а також з'явилися далекі автобуси паралельно залізницям
2001 рік став для «Мострансавто» переломним. Підприємства «Мострансавто» одержали більші партії нових автобусів (наприклад ЛиАз-5256), що дозволило списувати отслужившие свій строк старі ЛАЗи й ЛиАзи. Крім усього іншого стало вироблятися будівництво й реконструкція автовокзалів і автостанцій. В останні роки були побудовані зручні вокзали в Сергиевом Посаді , Чехові , Клині , Луховицах, Срібних Ставках. Стали розроблятися й інші програми (у тому числі й по автоматизації виробництва), спрямовані в остаточному підсумку на поліпшення якості перевезення пасажирів
За станом на 2012 рік усією системою ДК МО «Мострансавто» керує генеральний директор Сергій Анатолійович Розумний, заст. генерального директора по перевезеннях Віктор Миколайович Прохоров, головний інженер Михайло Валерійович Саркісян і багато інші.

## Приміські перевезення
Більшу частку в пасажирських перевезеннях займають приміські перевезення. Більшим попитом у населення користуються маршрути, що з'єднують великі міста Московської області з Москвою
Залежно від конкретного виходу, можуть бути як соціальними (з наданням усіх пільг по оплаті проїзду), так і договірними (комерційними).

## Міські перевезення
Разом з тим, більша частина населення Московської Області живе в містах, тому перевезення пасажирів по внутріміських маршрутах — одне з основних напрямків діяльності ДК МО «Мострансавто». І також як і у випадку із приміськими перевезеннями, вони можуть бути як соціальними (у режимі транспорту загального користування, з наданням усіх пільг по оплаті проїзду) так і договірними (комерційними)

## Міжміські перевезення
«Мострансавто» виконує також міжміські рейси підвищеної комфортності — непогана альтернатива залізниці . Більшість міжміських маршрутів працюють у договірному режимі (без пільг)